# بيت أبو خالد (مسلسل)
بيت أبو خالد مسلسل كويتي، من إخراج فاروق القيسي وحسين الصالح.

## الممثلون
هذه قائمة لبعض الممثلين الذي شاركوا في المسلسل:
- خالد النفيسي.
- سعاد عبد الله.
- محمد المنصور.
- حياة الفهد.
- عائشة إبراهيم.
- عبد الرحمن العقل.
- عبد العزيز الحداد.
- جمال المعتوق.
- دينا الحداد.
- يوسف العاني.
- خالد العبيد.
- حسين الصالح.
- قحطان القحطاني.
- شفيقة يوسف.[1]